# Fetish
『fetish』（フェティッシュ）は、日本のミュージシャン、布袋寅泰の7枚目のアルバムである。

## 解説
ミリオンセラーを達成したベストアルバム『GREATEST HITS 1990-1999』の後にリリースされたアルバムで、オリジナルアルバムとしては前作より2年7ヶ月ぶりとなる。
自身が好きな音楽（フェティシズム）を深く追求したマニアックな作品。布袋自身も「私的要素の強いアルバム」と述べており、「自分にとって非常にピュアなアルバム。年齢的な事もあるかもしれないけれど、ジャラジャラ着飾って自分を強く見せるよりも、今は確かな自信っていうものが初めて芽生えた時期なのかもしれない」としている。
テクノサウンドを大々的に取り入れた前作とは打って変わり、ゴシックなテイストの楽曲で構築されており、また多くの楽曲でブラスが取り入れられている。アルバムの制作過程について布袋は「ある種、ヌードになっているような気分を味わいながら作っていった」と表現している。
クレジットには、布袋に最も影響を与えた「デヴィッド・ボウイ、ロキシー・ミュージック、T・レックスへこのアルバムを捧げる」と英文で表記されている。本人曰く「色々な人から影響を受けているけど、今回このアルバムと向き合う時、こだわるべき部分ってのが結局は、この三者から影響を受けたところだったってことで、アルバムの最後に名前を入れた」「『King & Queen』『SSG』『fetish』どれが布袋？って思うかもしれないけど、全部が俺。そうやって常に“変化”していくことすら“ポジティヴ”なんだってこともデヴィッド・ボウイから学んだんだと思う。日々、変化していってこそR&R.」としている。

## 録音
本作のレコーディングに当たり、渡英。以前にも使用したアビー・ロード・スタジオにてレコーディングを行なった。渡英の際、新曲はわずか3曲しか持参せず、残りの楽曲はロンドンでレコーディングメンバーたちと作り上げたとのこと。
デヴィッド・ボウイのサポートワークで知られるマイク・ガーソンとザッカリー・アルフォード、ロキシー・ミュージックのアンディ・マッケイ、元ジャパンのミック・カーン、『古畑任三郎のテーマ』などで知られる村田陽一らが参加。

## リリース
2000年11月29日に東芝EMIのイーストワールドレーベルよりリリースされた。
アナログ盤はリリースされておらず、本作以降オリジナルアルバムのLP化はされていない。

## ツアー
本作を受けてのツアーは『HOTEI ROCK THE FUTURE 2000-2001 "FETISH"』と銘打ち、2000年12月20日の日本武道館を皮切りに全国14都市21公演を行っている。
ツアーでも、会場内にお香が焚かれたり十字架や鎖がステージセットに登場するなどゴシックな世界観が展開された。
本ツアーのメインギターとしてボディー面をレザーで覆ったZODIACWORKS製の「TC-Hotei Fetish」が制作された。また本作のレコーディング終了後に布袋はゼマティスの「ZEMATIS "Shell Top" CUSTOM DELUXE (1992年製)」を購入しており、こちらもメイン・ギターのひとつとして使用した。またピックアップには毎回使用しているEMG製ではなく、ブラス・セクションが加わっていたこともあり「音負け」しないようSeymour Duncan製の「SJBJ-1 jb jr.」をマウントした。アンプにはレイニーを使用。
ツアーメンバーは、レコーディングに参加したマイク・ガーソン、ザッカリー・アルフォード、村田陽一、BANANA-U・G、岸利至、前回ツアーにも参加したPERSONZの渡邉貢と石垣愛、村田陽一率いるSOLID BRASSメンバーの西村浩二、吉田治、五反田靖。総勢11名というツアーメンバーは、2008年に東大寺にて行なった『SPECIAL LIVE-Fly Into Your Dream-』と並び、現在のところ布袋のキャリア史上最多となっている。
ライブの模様は、12月28日の大阪城ホール公演を収めたライブ・アルバム『HOTEI ROCK THE FUTURE TOUR 2000-2001』(2001年)とライブ・ビデオ『HOTEI ROCK THE FUTURE TOUR 2000-2001』(2001年)としてリリースされている。アルバムはCD3枚組で全曲収録となっているが、ビデオは6曲が未収録となっている。
ツアーグッズのパンフレットには小池真理子が書き下ろした短編小説『闇のオンディーヌ』が掲載されている。

## 収録曲
| 全編曲: 布袋寅泰。 |                          |                              |                              |       |
| #                  | タイトル                 | 作詞                         | 作曲                         | 時間  |
| 1.                 | 「BOY MEETS GIRL」       | 布袋寅泰                     | 布袋寅泰                     | 5:06  |
| 2.                 | 「LOVE JUNKIE」          | 森雪之丞                     | 布袋寅泰                     | 4:02  |
| 3.                 | 「NO.1 IN THE UNIVERSE」 | 布袋寅泰                     | 布袋寅泰                     | 5:02  |
| 4.                 | 「BEAUTY & THE BEAST」   | 森雪之丞                     | 布袋寅泰                     | 4:04  |
| 5.                 | 「PRINCE OF DARKNESS」   | 森雪之丞                     | 布袋寅泰                     | 5:25  |
| 6.                 | 「LIFE IN TOKYO」        | David Sylvian・George Morder | David Sylvian・George Morder | 4:03  |
| 7.                 | 「VAMPIRE」              | 森雪之丞                     | 布袋寅泰                     | 4:23  |
| 8.                 | 「SECRET」               | 布袋寅泰                     | 布袋寅泰                     | 4:48  |
| 9.                 | 「HEAVEN」               | 布袋寅泰                     | 布袋寅泰                     | 5:26  |
| 10.                | 「FETISH」               |                              | 布袋寅泰                     | 4:21  |
| 合計時間:          | 合計時間:                | 合計時間:                    | 合計時間:                    | 46:46 |

### 楽曲解説
1. BOY MEETS GIRL
間奏のコーラスにクリス・レインボウが参加している。
2. LOVE JUNKIE
19枚目のシングル。
スカの要素を取り入れている。ブラスパートはイントロの2小節のブラスのみサンプリングで、それ以降はすべて生演奏である。
『LOVE JUNKIE』も参照。
3. NO.1 IN THE UNIVERSE
英詞。
布袋自身が「数年に一度の名曲」と語っている。[1]
4. BEAUTY & THE BEAST
アルバムリリース後、『HEY!HEY!HEY! MUSIC CHAMP』にてマイク・ガーソン（英語版）を除くツアーメンバー全員により生演奏で披露された。
5. PRINCE OF DARKNESS
バックに流れる声はロシアの僧侶の読経をサンプリングしたもの。
中盤のギターソロは同じコードを延々と刻むものであり、布袋が本作で最も思い入れが強いと語っている。レコーディングでは何度も弦が切れ、ピックの削れかすでズボンが白くなったという。[1]
6. LIFE IN TOKYO
ジャパンのカヴァー。同バンドのベーシストだったミック・カーンが参加している。
間奏前に鳴る銅鑼の音は「（原曲に対して）日本人である自分からの応え」とのこと。[2]
7. VAMPIRE
18枚目のシングル。
『VAMPIRE』も参照。
8. SECRET
ツアーではアウトロにロングギターソロが加えられた。
9. HEAVEN
ロキシー・ミュージックのアンディ・マッケイがサックスで参加。
ツアーではアウトロにロングギターソロが加えられた。
10. FETISH
ジャズ風のナンバーだがレコーディングは一発録りではなく、メンバーと15分ほどのジャムセッションを3回行い、後にコンピューター上で各パートの印象的な部分を取り出し、エディットした末に完成した[1]

## 参加ミュージシャン
- 布袋寅泰 - ギター、ボーカル、ベース、キーボード
- MIKE GARSON（英語版）　－　ピアノ
- ZACHARY ALFORD - ドラムス
- BANANA-U・G　-　シンセサイザー
- 岸利至 － プログラミング
- 村田陽一　－　トロンボーン、ホーンアレンジメント

- ANDY MACKAY －サックス(#9)
- MICK KARN（元ジャパン） － ベース(#6)
- CHRIS RAINBOW － バッキングボーカル(#1)
- 田口亮(JET SETS) - バッキングボーカル(#1,4,5,8)
- STEVE WALTERS － ベース(#10)
- STEVE S.SKEETE - バッキングボーカル(#1,4,6,9)
- MIRIAM STOCKLEY - バッキングボーカル(#1,4,6,9)
- LONDON FETISH HORNS(#1,4,6,10)
  - STEVE SIDWELL - トランペット、フリューゲルホルン
  - SIMON GARDNER - トランペット、フリューゲルホルン
  - DAVE BISHOP - サックス
- TOKYO FETISH HORNS(#2,7)
  - 荒木敏男 - トランペット、フリューゲルホルン
  - 西村浩二 - トランペット、フリューゲルホルン
  - 菅坡雅彦 - トランペット、フリューゲルホルン
  - 竹野昌邦 - サックス
  - 山本拓夫 - サックス